# Playa de Gulpiyuri

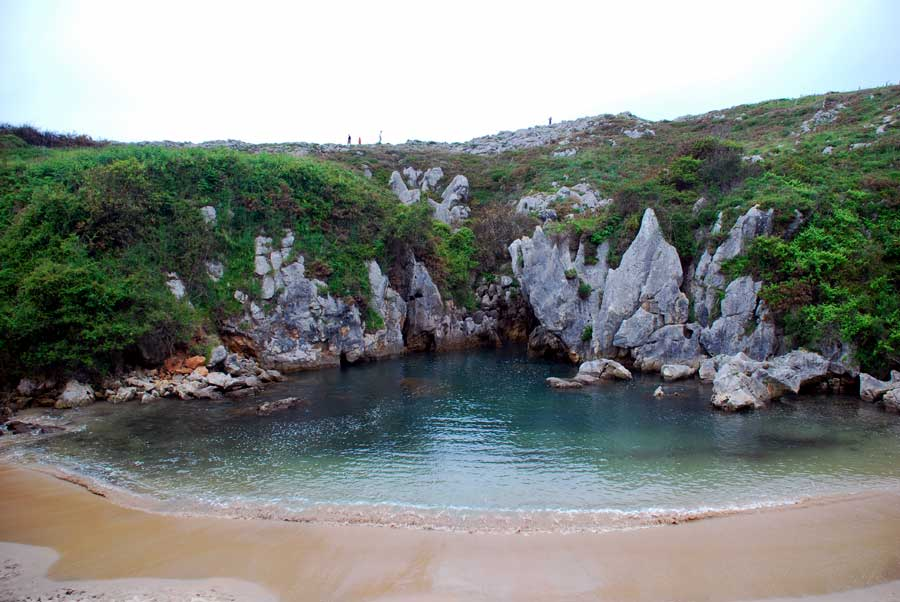
Playa de Gulpiyuri

Der Playa de Gulpiyuri ist eine überschwemmte Doline mit einem Binnenstrand in der Nähe von Llanes in Asturien, Spanien etwa 100 m von der Kantabrischen See entfernt.  Etwa 40 Meter in der Länge, ist er voll den Gezeiten aufgrund einer Reihe von unterirdischen Tunneln ausgesetzt.  Landläufig als kleinster Badestrand Asturiens bekannt, ist er ein beliebtes Touristenziel und Naturdenkmal.